# Наджу
Наджу́ (кор. 나주시?, 羅州市?, Naju-si) — город в провинции Чолла-Намдо, Южная Корея.

## Символы
- Цветок: Цветок грушевого дерева
- Птица: Голубь
- Дерево: Гинкго

## Города-побратимы
- Кураёси, Япония
- Уэнатчи, США
- Айзак, Австралия
- Наньчан, Китай (С 2007)[1]